# E804 (trasa europejska)
E804 – trasa europejska biegnąca przez Hiszpanię. Zaliczana do tras kategorii B droga łączy Bilbao z Saragossą. 

## Przebieg trasy
- Bilbao
- Miranda de Ebro
- Saragossa